# Chế phẩm sữa
Chế phẩm sữa (Dairy product) hay các sản phẩm từ sữa là các loại thực phẩm được chế biến hoặc thu được từ sữa hoặc sản phẩm có chứa sữa của các loài động vật có vú. Chế phẩm sữa chủ yếu được sản xuất từ các loại động vật có vú như trâu bò (bò sữa cho sữa bò), dê (sữa dê), cừu, lạc đà và hiếm hơn là sữa của con người (sữa mẹ, sữa non). Các sản phẩm từ sữa bao gồm các loại thực phẩm thiết yếu và phổ biến như sữa chua, pho mát và bơ sữa. Ở phương Tây, cơ sở sản xuất các sản phẩm từ sữa được gọi là nhà máy sữa hay công ty sữa (dairy).
Các sản phẩm từ sữa được biết đến là bổ dưỡng và được tiêu thụ trên toàn thế giới, ngoại trừ phần lớn vùng Đông Á và Đông Nam Á và một số khu vực của Trung Phi do hoàn cảnh, điều kiện chưa có thói quen dùng sữa và các chế phẩm sữa, nhưng ngày nay, xu hướng sử dụng chế phẩm sữa ngày càng trở nên phổ biến. Chế phẩm sữa là một trong những sản phẩm động vật phổ biến, trong văn hóa Việt, việc sử dụng chế phẩm sữa thông thường gắn với chế độ ăn và văn hóa phương Tây. Nội dung bài này đề cập về sản phẩm sữa từ động vật, đối với sản phẩm có dạng tương tự là sữa thực vật.

## Các chế phẩm

### Sữa
Sữa là chế phẩm sơ nguyên và thông dụng mà con người sử dụng. Sữa có thể được chia thành nhiều loại khác nhau dựa trên loại sản phẩm được sản xuất, bao gồm: kem sữa, bơ, pho mát, sữa bột cho trẻ em và sữa chua. 
- Sữa khác nhau về hàm lượng chất béo, sữa tách béo (sữa gầy) là sữa không có chất béo, trong khi các sản phẩm sữa nguyên chất có chứa chất béo.
- Sữa đã thanh trùng (Scalded milk) hay còn gọi là sữa tiệt trùng là sản phẩm thị trường thông dụng, thông thường người ta có thể bổ sung thêm hương vị tạo thành sữa có vị
- Sữa đặc, thông thường là sữa đặc có đường là sản phẩm sữa được cô đặc bằng cách bay hơi, có cho thêm đường, sản phẩm phổ biến ở Việt Nam là nhãn hiệu sữa Ông Thọ
- Sữa bay hơi (Evaporated milk) ít đặc hơn sữa đặc) không thêm đường
- Sữa hấp là sữa được đun ở lửa nhỏ trong thời gian dài dẫn đến caramen hóa nhẹ, đặc biệt phổ biến ở Đông Âu.
- Sữa bột (hoặc bột sữa), được sản xuất bằng cách loại bỏ nước (thường là sữa tách béo), đây là các loại sữa thông dụng trên thị trường
- Sữa công thức dành cho trẻ sơ sinh, sữa bột khô với các chất phụ gia cụ thể làm cho nó trở nên có công thức giống như sữa mẹ, thích hợp để nuôi trẻ sơ sinh (con còn bú)
- Dulce de leche
- Malai
- Khoa là sữa đã được cô đặc hoàn toàn bằng cách bay hơi, được sử dụng trong ẩm thực Ấn Độ
- Các sản phẩm dinh dưỡng và chất béo từ sữa (đối với sữa công thức dành cho trẻ nhỏ)
- Váng sữa (Whey) chất lỏng được rút ra từ sữa đông và được sử dụng để chế biến thêm hoặc làm thức ăn chăn nuôi, chúng có tỷ lệ đạm váng sữa tốt cho con người.
- Sữa hoàn nguyên là sản phẩm được chế biến từ sữa bột hoặc sữa cô đặc bằng cách pha thêm với nước để bù lại lượng nước đã tách ra trong quá trình sản xuất sữa bột hoặc sữa cô đặc từ sữa tươi nguyên liệu.
- Sữa bơ (Buttermilk) chất lỏng còn lại sau khi chế biến bơ từ kem, thường được sấy khô làm thức ăn chăn nuôi.
- Sữa là một thành phần trong nhiều loại bánh kẹo. Sữa có thể được thêm vào sô cô la để tạo ra sô cô la sữa (Milk chocolate).

### Sữa chua
- Sữa chua (Da-ua) thu được bằng cách lên men với vi khuẩn ưa nhiệt, chủ yếu là Lactococcus lactis và các loại vi khuẩn và nấm men khác, sữa chua có các dạng chủ yếu là sữa chua dạng lỏng, sữa chua đông vón (phổ biến), và Kem sữa chua
- Kumis là chế phẩm sữa phổ biến ở vùng Trung Á.
- Sữa bơ được nuôi cấy giống như sữa bơ, nhưng sử dụng các loại vi khuẩn và nấm men khác nhau
- Clabber, sữa được lên men tự nhiên đến trạng thái giống như sữa chua
- Filmjölk
- Ymer
- Viili
- Kefir, thức uống sữa lên men từ Bắc Kavkaz
- Amasi
- Mursik
- Acidophiline
- Matzoon
- Skyr
- Sữa chua sánh
- Qatiq
- Ryazhenka
- Varenets
- Ayran
- Doogh
- Lassi một thực phẩm từ tiểu lục địa Ấn Độ
- Leben

### Kem
- Các loại Kem gồm:
  - Kem tươi,
  - Kem lạnh
  - Kem sữa
  - Kem sữa đá
- Kem đánh bông

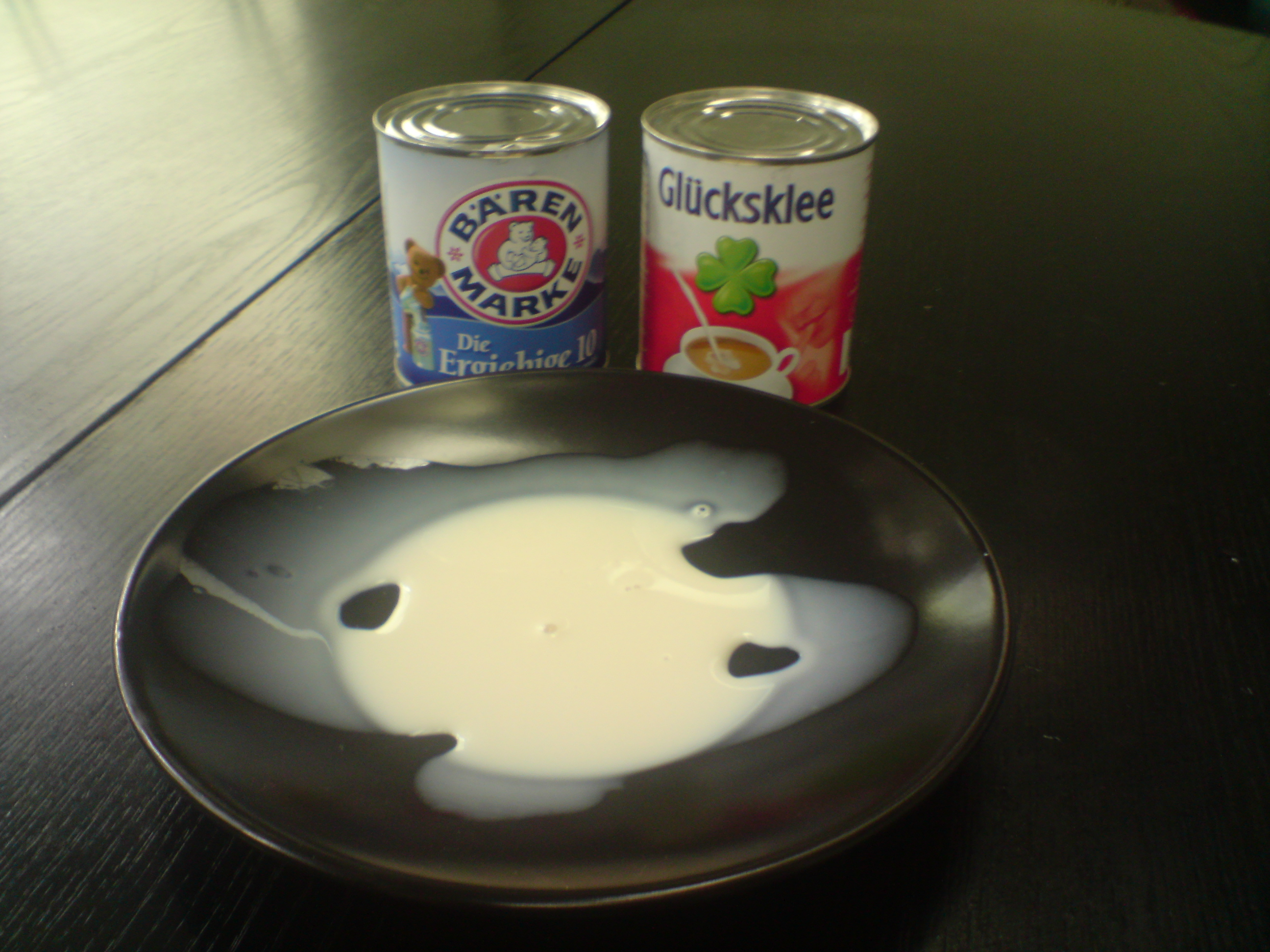
Sữa cô đặc

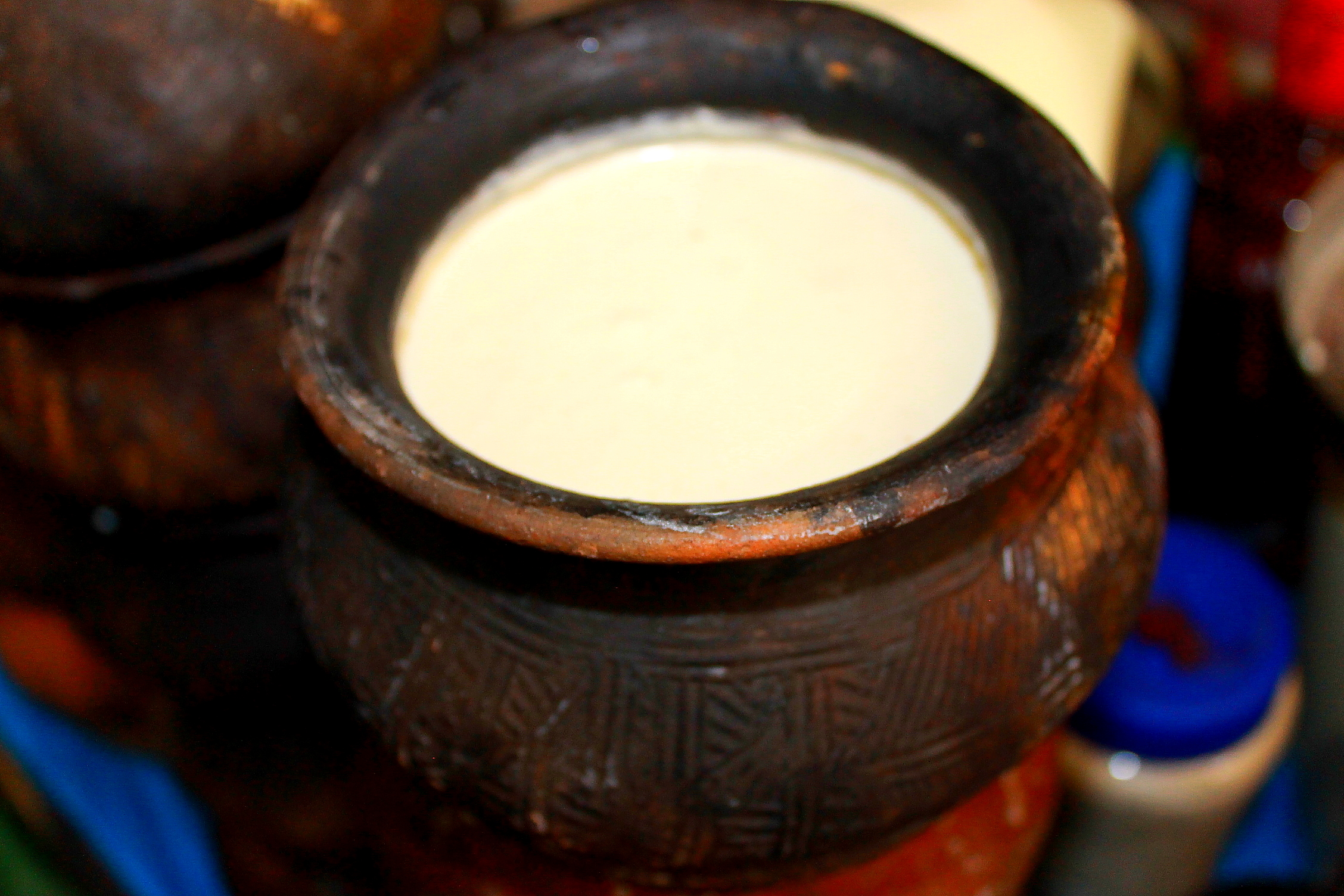
Một chế phẩm sữa truyền thống của Ấn Độ là Dahi

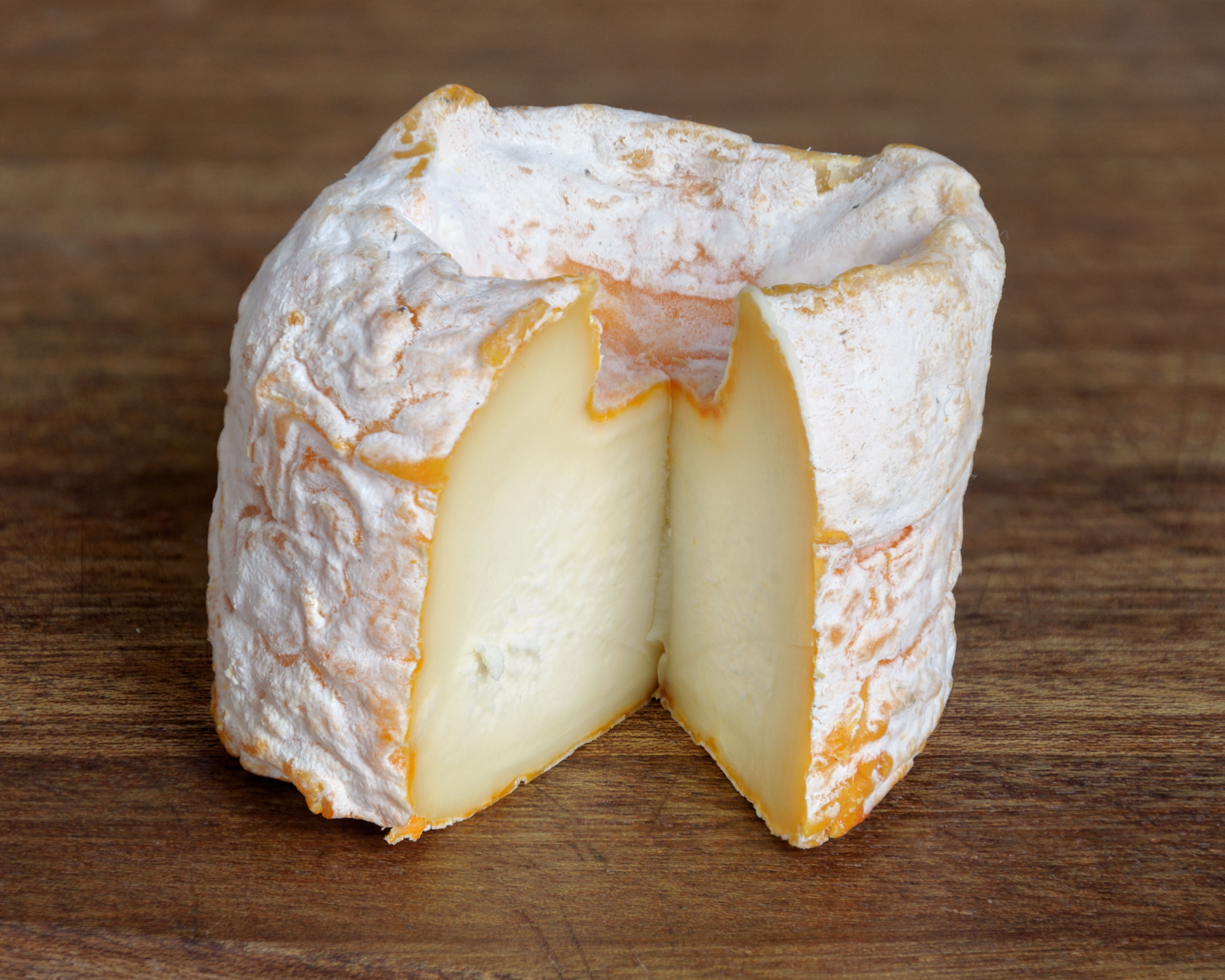
Phô mai (pho mát)

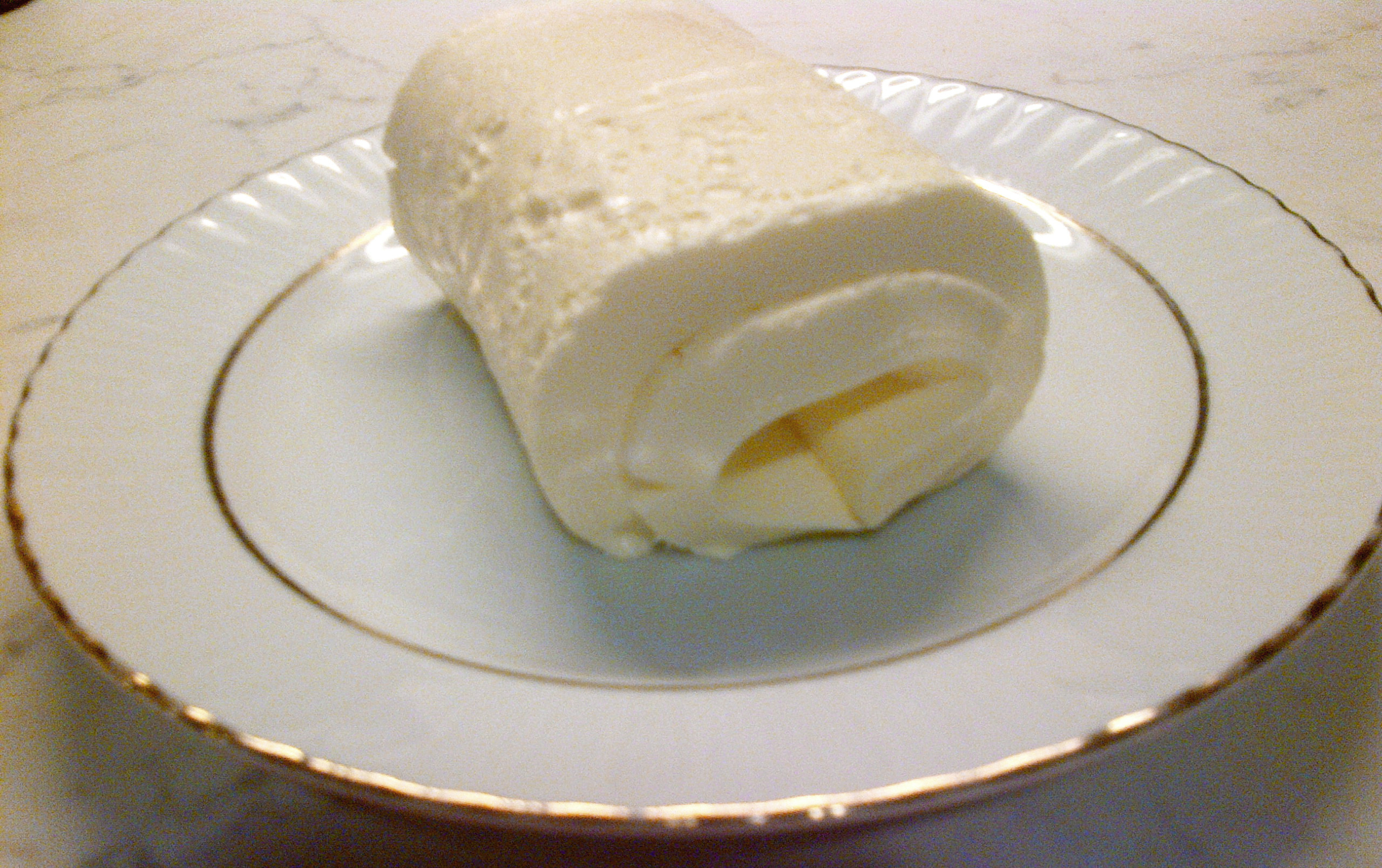
Kaymak

- Kem đông đặc, kem đặc, dễ hỏng được làm bằng cách đun nóng sữa
- Kaymak
- Kem chua
- Smetana, phổ biến ở Trung và Đông Âu nhiều loại kem chua
- Kem fraîche hay kem Pháp là loại kem lên men nhẹ.

### Bơ
- Bơ: chủ yếu là chất béo sữa, được tạo ra từ kem trộn, bơ là thực phẩm thông dụng
- Ghee là loại bơ được chiết bằng cách đun nóng nhẹ bơ và loại bỏ chất rắn
- Smen, một loại bơ đã lên men, đã làm sạch được sử dụng trong nấu ăn của người Maroc

### Phô mai
- Phô mai được chế biến bằng cách làm đông tụ sữa, tách khỏi váng sữa và để nó chín, thường có vi khuẩn và đôi khi cũng có một số loại nấm mốc. Hàng trăm loại pho mát từ các nước khác nhau đã được sản xuất. Phong cách, kết cấu và hương vị của chúng phụ thuộc vào nguồn gốc của sữa (bao gồm cả chế độ ăn của động vật), sữa đã được tiệt trùng hay không, các thành phần của bơ, các loại vi khuẩn và nấm mốc, cách thức xử lý và lão hóa.
- Phô mai tươi và sữa đông, (hoặc sữa tách béo) được dùng để làm phô mai
- Phô mai que
- Quark
- Fromage frais
- Faisselle
- Queso Fresco
- Chhena chất rắn mềm từ sữa đông, chưa qua chế biến, được sử dụng trong ẩm thực Ấn Độ.
- Junket sữa đông đặc bằng rennet
- Phô mai kem, được sản xuất bằng cách thêm kem vào sữa và sau đó được đông lại để tạo thành một loại sữa đông hoặc phô mai
- Ricotta

### Loại khác
- Sữa trứng hay còn gọi là kem sữa trứng (tiếng Anh: custard) là một hỗn hợp nguyên liệu gồm sữa, kem và lòng đỏ trứng đánh đều, đôi khi có thêm bột mì, bột ngô hay gelatin.
- Casein: Sản phẩm thủy phân, sữa được xử lý bằng các enzym phân giải protein để thay đổi chức năng
- Vla

## Sức khỏe
Nhìn chung, sữa và các chế phẩm sữa chứa nhiều chất bổ dưỡng, tốt cho sức khỏe, dùng để bồi bổ cơ thể, cung cấp chất dinh dưỡng, sữa tươi ngày càng thông dụng trong bữa ăn sáng, sữa chua là món tráng miệng phổ biến, giúp tăng cường tiêu hóa. Các sản phẩm từ sữa có thể gây ra vấn đề cho những người bị hội chứng không dung nạp lactose hoặc dị ứng sữa. Những người không dung nạp lactose thường thích tránh dùng sữa và các sản phẩm từ sữa khác có chứa lactose, vì chúng có thể gây ra các triệu chứng như đau bụng, đầy bụng, tiêu chảy, đầy hơi và buồn nôn. Sữa được xử lý để không có lactose là một giải pháp thay thế ví dụ như ở Mông Cổ. Tiêu thụ quá nhiều các sản phẩm từ sữa có thể làm tăng một lượng đáng kể cholesterol và chất béo bão hòa vào chế độ ăn uống, có thể làm tăng nguy cơ mắc bệnh tim và gây ra các vấn đề sức khỏe nghiêm trọng khác. 